# Arisaema petiolulatum
Arisaema petiolulatum är en kallaväxtart som beskrevs av Joseph Dalton Hooker. Arisaema petiolulatum ingår i släktet Arisaema och familjen kallaväxter. Inga underarter finns listade.